# Poa vorobievii
Poa vorobievii är en gräsart som beskrevs av N.S. Probatova. Poa vorobievii ingår i släktet gröen, och familjen gräs. Inga underarter finns listade i Catalogue of Life.